# جان براکستون
جان براکستون (انگلیسی: John Brackstone؛ زادهٔ ۹ فوریهٔ ۱۹۸۵) بازیکن فوتبال اهل بریتانیا است.
از باشگاه‌هایی که در آن بازی کرده‌است می‌توان به باشگاه فوتبال هارتل پول یونایتد، باشگاه فوتبال گیتزهد، باشگاه فوتبال بلیث اسپارتانس، و باشگاه فوتبال دارلینگتون اشاره کرد.